# دارودسته ما
دارودسته ما (انگلیسی: Our Gang) که با نام بچه‌های شیطان هال روچ و ناقلاهای شیطون کوچولو هم شناخته می‌شوند، مجموعه‌ای از فیلم کوتاه کمدی آمریکایی است که داستان‌های گروهی از بچه‌های فقیر محله و ماجراهای روزمره آنها را به تصویر می‌کشد. این مجموعه توسط هال روچ (که تهیه‌کنندهٔ آثار لورل و هاردی هم بود) مابین سال‌های ۱۹۲۲ تا ۱۹۴۴ تهیه و تولید شد و دوران فیلم‌هیا صامت و فیلم‌های صدادار سینمای آمریکا را در بر می‌گرفت. اهمیت این مجموعه در طبیعی نشان دادن نسبی رفتار کودکان بود. روچ و کارگردان اصلی رابرت اف. مک‌گاون، به جای تقلید از سبک‌های بازیگری بزرگسالان، تلاش کردند تا سادگی بی‌آلایش و دستکاری‌نشده کودکان را به تصوی بکشند. این مجموعه همچنین با به تصویر کشیدن همزمان کودکان سفیدپوست و سیاهپوست و برابر نشان دادن آنان در تعاملات روزمره‌شان در دوران تعصب و تفکیک نژادی در ایالات متحده آمریکا که مبتنی بر قوانین جیم کرو بود، فصل جدیدی را در سینمای آن دوران گشود.
توزیع‌کنندهٔ اولیهٔ این مجموعه از سال ۱۹۲۲، پثی اکسچینج بود که هال روچ بعدها در سال ۱۹۲۷ تصمیم گرفت آن را به مترو گلدوین مایر بسپارد. در میان ۲۲۰ فیلم کوتاه، بلند و اسپین‌آف که ساخته شد، فیلم ژنرال اسپنکی، ۴۱ بازیگر خردسال داشت.